# Yalvaç (Isparta)
Yalvaç ist eine Stadt und Hauptort des gleichnamigen Landkreises in der türkischen Provinz Isparta. Der Ort liegt 80 km nordöstlich der Provinzhauptstadt Isparta an der Fernstraße D 320. Die zweitgrößte Stadt der Provinz beherbergt 50,7 Prozent der Kreisbevölkerung (Ende 2020). Sie trägt seit 1864 den Status einer Belediye (Gemeinde).

## Landkreis
Der Kreis (bzw. Kaza als Vorgänger) bestand schon bei Gründung der Türkischen Republik 1923. Bei der ersten Volkszählung (1927) hatte er eine Einwohnerschaft von 28.896, davon 7401 im Verwaltungssitz Yalvatch (damalige, an das französisch angelehnte Schreibweise) in 37 Ortschaften (auf 1180 km² Fläche).
Der flächenmäßig größte und nach dem zentralen Landkreis (Merkez) Isparta der zweitbevölkerungsreichste der Provinz liegt im Norden der Provinz und grenzt an den Kreis Gelendost im Süden und an den Kreis Şarkikaraağaç im Südosten. Im Westen bilden der See Eğirdir Gölü und der Kreis Senirkent die Grenze, im Norden die Provinz Afyonkarahisar sowie im Nordosten die Provinz Konya.
Der Kreis besteht neben der Kreisstadt aus der Gemeinde Hüyüklü (1671 Einw.) und 37 Dörfern (Köy) mit durchschnittlich 617 Bewohnern. Acht der Dörfer haben mehr als 1000 Einwohner:
- Sücüllü (1554)
- Kozluçay (1497)
- Çetince (1493)

- Kumdanlı (1259)
- Körküler (1200)
- Yukarıkaşıkara (1185)
- Bağkonak (1103)
- Dedeçam (1045)

## Geschichte
In der Antike hieß die Stadt Antiochia und wurde von Antiochia am Orontes durch den Zusatz „bei Pisidien“ bzw. später „in Pisidien“ unterschieden.
Nach der Apostelgeschichte hat Paulus Antiochia bei Pisidien besucht und dort eine christliche Gemeinde gegründet. Der erste Besuch war möglicherweise dadurch motiviert, dass der kurz zuvor von ihm bekehrte Sergius Paullus aus Antiochia bei Pisidien stammte. Ob Paulus auch später noch Antiochia besuchte, als er durch „Galatien“ reiste, ist in der theologischen Forschung umstritten.